# Höganäs municipalsamhälle
Höganäs municipalsamhälle var ett municipalsamhälle i dåvarande Malmöhus län. 

## Administrativ historik
Höganäs fiskeläges municipalsamhälle inrättades i Väsby landskommun 12 oktober 1889, parallellt med att det samtidigt fanns en fristående samhällsorganisation, en sorts förtida municipalsamhälle för själva industriorten. 1908 utökades municipalsamhället med området vid industriorten och municipalsamhället benämndes därefter Höganäs municipalsamhälle. Detta utökades sedan ytterligare 1917 alternativt 1919.
Municipalsamhället ombildades den 1 januari 1936 (enligt beslut den 29 november 1935) till Höganäs stad, som i sin tur ombildades till Höganäs kommun 1 januari 1971.